# Entfernungswerk Straße
Bei Entfernungswerk Straße (kurz EWS) handelt es sich um eine Datenbank mit Straßenentfernungen. Diese Entfernungen werden beispielsweise als Berechnungsgrundlage für Tarife im Lkw-Verkehr genutzt. EWS kann aber auch für andere Anwendungen eingesetzt werden, bei denen die Straßenentfernung eine Rolle spielt. Es deckt Europa bis zum Ural ab und wird häufig in Abrechnungs- und ERP-Systeme integriert. Die Datenbank wird einmal im Jahr aktualisiert.

## Funktion
Das Entfernungswerk Straße besteht aus einer Ortsdatei und einer Entfernungsmatrix. Diese Entfernungsmatrix hat die Form einer Dreiecksmatrix, ähnlich den Entfernungstabellen, wie sie in Atlanten oder anderen gedruckten Kartenwerken zu finden sind. EWS enthält Entfernungen von etwa 550.000 Orten Europas zueinander. Aufgrund der großen Anzahl vorhandener Orte werden dabei mehrere geographisch zusammenhängende Orte zu einem Knoten zusammengefasst. Die Zuordnung der Orte zu den Knoten erfolgt über die kürzeste Straßenentfernung unter Berücksichtigung etwaiger Hindernisse wie Flüsse oder Autobahnen. In Europa werden die Orte auf etwa 15.000 Knoten abgebildet. Bei der Erstellung des EWS werden die Straßenentfernungen von allen Knoten zueinander berechnet und in der Entfernungsmatrix gespeichert. In der Ortsdatei ist für jeden Ort die Knotennummer des Knotens gespeichert, an den der Ort angebunden ist.
Für die Entfernungsermittlung werden aus der Ortsdatei Start- und Zielort selektiert. Die angegebenen Knotennummern sind gleichzeitig die Indizes für die Entfernungsmatrix. Der Knoten mit dem kleineren Wert bestimmt die Spalte, während der Knoten mit dem größeren Wert die Zeile bestimmt. Die Entfernung kann also anhand der Indizes an der angegebenen Position aus der Matrix herausgelesen werden.
Datenformate: ASCII, binär, Oracle

## Anwendungsbereiche
Das Entfernungswerk Straße wird meist zur Berechnung von Entfernungskilometern und den damit zusammenhängenden Transportkosten im Lkw-Fernverkehr eingesetzt.  Speditionen und große Unternehmen integrieren dabei die Entfernungsmatrix in der Regel in ihre eigenen Systeme und Softwareumgebungen (wie ERP-Systeme von SAP, Oracle u. ä.), seit Ende 2022 auch in Form einer API.

## Ausführungen
EWS gibt es in den Ausführungen EWS Deutschland, EWS Maut Deutschland, EWS Maut Österreich, EWS Europa und EWS Europa Plus.
Die Mautversionen enthalten die gleichen Entfernungen, summieren bei der Ermittlung aber nur die Längen der Straßensegmente, die im zugrunde liegenden Straßennetz als mautpflichtig gekennzeichnet sind. Auch hier kommt es bedingt durch die Knotenstruktur zu Abweichungen zur Mautentfernung, die seitens der BASt (Bundesanstalt für Straßenwesen) ausgegeben wird.

## Entwicklung und Vertrieb
EWS wurde von der PTV AG, der Bundeszentralgenossenschaft Straßenverkehr (BZG), Dr. Malek Software und DST Dresden entwickelt.
Vertrieben wird EWS von verschiedenen Seiten zu unterschiedlichen Bedingungen:
1. Dr. Malek Software verkauft EWS Entfernungswerk Straße integriert in Software.
2. Bei PTV Planung Transport Verkehr kann EWS mit einer Endanwender- oder Entwicklerlizenz erworben werden.